# Grand Prix Souvenir Jean-Masse
Le Grand Prix Souvenir Jean-Masse est une course cycliste disputée tous les ans au mois de février à Marseille en l'honneur de l'homme politique Jean Masse. Elle fait partie du calendrier élite nationale de la Fédération française de cyclisme.
L'épreuve est annulée en 2017 pour des raisons financières. Depuis, elle n'est plus organisée.

## Palmarès depuis 1980
| Année     | Vainqueur           | Deuxième           | Troisième            |
| --------- | ------------------- | ------------------ | -------------------- |
| 1980      | Pascal Bocquet      | Dino Bertolo       | Pierre Espitalier    |
| 1981      | Marc Rostollan      | Daniel André       | Antoine Costanza     |
| 1982      | Henri Sabbio        | Christian Arnaud   | Patrick Spinelli     |
| 1983      | Frédéric Rousset    | Gilbert Cervera    | André Carles         |
| 1984      | Jean-Luc De Sola    | Corrado Donadio    | Daniel Vailhé        |
| 1985      | Christian Seznec    | Patrick Laugier    | Corrado Donadio      |
| 1986      | Patrick Prévot      |                    |                      |
| 1987      | Jean-Luc De Sola    | Christian Seznec   | Antoine Costanza     |
| 1988      | Jean-Luc Garnier    |                    |                      |
| 1989      | Bo Hamburger        |                    |                      |
| 1990      | Martin Aun          | Jean-Michel Robert | Héliard Hubert       |
| 1991      | Marian Gołdyn (pl)  | Cyril Sabatier     | Wiclav Dudkowski     |
| 1992      | Gilles Casadei      | Claude Céard       | David Vachet         |
| 1993      | Jean-Paul Garde     | Sylvain Bolay      | Niklas Axelsson      |
| 1994      | David Gautier       | Éric Castellotti   | Michel Bonnet        |
| 1995      | Hristo Zaykov       | Hervé Rivet        | Jean-Michel Robert   |
| 1996-2003 | pas de course       | pas de course      | pas de course        |
| 2004      | Denis Robin         | Benoît Luminet     | Thijs Zonneveld (nl) |
| 2005      | Rémi Pauriol        | Alexander Sabalin  | Bartosz Kolendo      |
| 2006      | Antonio Bucciero    | Bruno Rizzi        | Benoît Luminet       |
| 2007      | Ruslan Sambris      | Mickaël Szkolnik   | Julien El Fares      |
| 2008      | Paweł Wachnik       | Pedro Merino       | Mickaël Szkolnik     |
| 2009      | Julien Antomarchi   | Benoît Luminet     | Arthur Vichot        |
| 2010      | Yannick Marié       | Thomas Vaubourzeix | Yoann Bagot          |
| 2011      | Christophe Goutille | Antoine Lavieu     | Renaud Pioline       |
| 2012      | Benjamin Giraud     | Michele Foppoli    | Jimmy Raibaud        |
| 2013      | Benoît Sinner       | Anthony Maldonado  | Bryan Nauleau        |
| 2014      | Benoît Sinner       | Marc Sarreau       | Lorrenzo Manzin      |
| 2015      | Lilian Calmejane    | Geoffrey Bouchard  | Alexis Dulin         |
| 2016      | Bastien Duculty     | Alexis Carlier     | Cédric Gaoua         |
| 2017      | annulé              | annulé             | annulé               |